# Hibiscus obtusilobus
Hibiscus obtusilobus är en malvaväxtart som beskrevs av Christian August Friedrich Garcke. Hibiscus obtusilobus ingår i Hibiskussläktet som ingår i familjen malvaväxter. Inga underarter finns listade i Catalogue of Life.